# Cleveland Browns 2007
La stagione 2007 dei Cleveland Browns è stata la 55ª della franchigia nella National Football League. La squadra terminò con un record di 10-6, mancando l'accesso ai playoff per il quinto anno consecutivo. Nel Draft i Browns scelsero come terzo assoluto l'offensive tackle Joe Thomas, una futura leggenda della squadra, e operarono uno scambio con i Dallas Cowboys per scegliere anche come 22º assoluto il quarterback Brady Quinn.

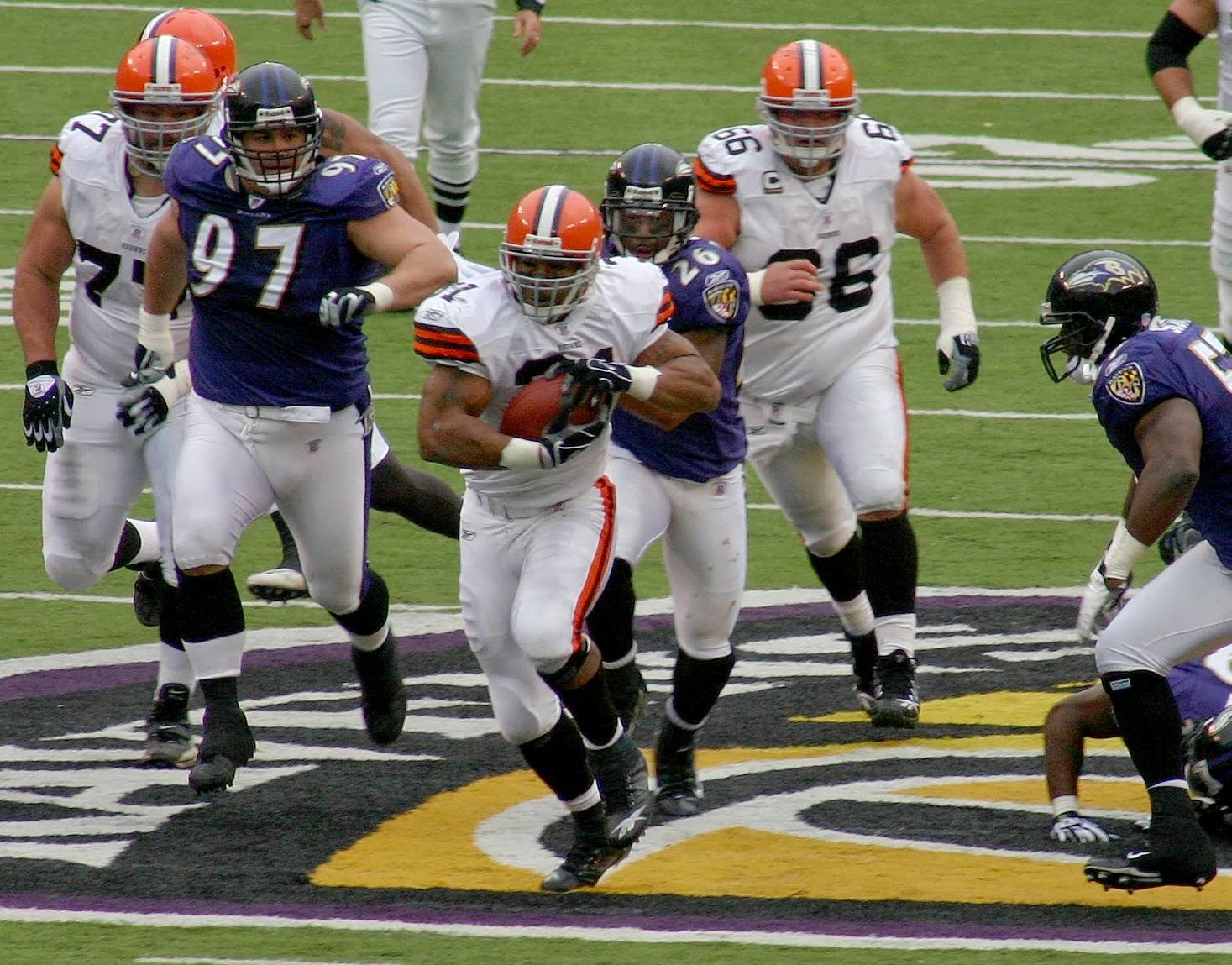
La partita della settimana 11 contro Baltimore

## Roster
|  | |  | |  | |  | |  |  |
|  | Quarterback - 3 Derek Anderson - 11 Ken Dorsey - 10 Brady Quinn Running back - 41 Charles Ali FB - 35 Jerome Harrison - 31 Jamal Lewis - 47 Lawrence Vickers FB - 29 Jason Wright Wide receiver - 86 Tim Carter - 16 Josh Cribbs - 17 Braylon Edwards - 84 Joe Jurevicius - 81 Travis Wilson Tight end - 87 Darnell Dinkins - 82 Steve Heiden - 80 Kellen Winslow II |  | Offensive linemen - 70 Nat Dorsey T - 66 Hank Fraley C - 62 Lennie Friedman G - 50 Marvin Philip C - 77 Kevin Shaffer T - 61 Isaac Sowells G - 65 Eric Steinbach G - 73 Joe Thomas T - 72 Ryan Tucker G Defensive linemen - 75 Simon Fraser DE - 96 Bobby Hamilton DE - 93 Louis Leonard NT - 60 Melila Purcell DE - 99 Orpheus Roye DE - 98 Robaire Smith DE - 91 Shaun Smith NT |  | Linebacker - 59 Keith Adams ILB - 54 Andra Davis ILB - 58 D'Qwell Jackson ILB - 55 Willie McGinest OLB - 90 David McMillan OLB - 56 Antwan Peek OLB - 51 Chaun Thompson OLB - 94 Leon Williams ILB - 95 Kamerion Wimbley OLB Defensive back - 28 Leigh Bodden CB - 30 Ricardo Colclough CB - 39 Daven Holly CB - 26 Sean Jones SS - 22 Brandon McDonald CB - 21 Brodney Pool FS - 27 Nick Sorensen SS - 24 Eric Wright CB - 25 Kenny Wright CB Special team - 4 Phil Dawson K - 64 Ryan Pontbriand LS - 15 Dave Zastudil P |  | Lista delle riserve - 20 Mike Adams FS (IR) - 13 Kyle Basler P (NFLE NF-Inj.) - 23 Gary Baxter SS/CB (IR) - 57 LeCharles Bentley C (IR) - 53 Kris Griffin ILB (IR) - 5 Efrem Hill WR (IR) - 78 Ethan Kelley NT (IR) - 68 Seth McKinney G/C (IR) - 37 Justin Sandy FS (IR) - 73 Alvin Smith NT (NFLE NF-Inj.) - 52 Matt Stewart OLB (IR) - 92 Ted Washington NT (IR) Squadra di allenamento - 33 Kory Chapman RB - 85 Brad Cieslak TE - 37 A.J. Davis CB - 63 Cliff Louis OT - 97 Chase Pittman DE - 83 Steve Sanders WR - 12 Syndric Steptoe WR - 79 Zach West DE Rookie in corsivo |  |  |

## Calendario
| Stagione regolare |                    |                         |                    |                    |                               |                    |
| Turno             | Data               | Avversario              | Risultato          | Record             | Stadio                        | Sintesi            |
| 1                 | 9 settembre        | Pittsburgh Steelers     | S 7–34             | 0–1                | Cleveland Browns Stadium      | Recap              |
| 2                 | 16 settembre       | Cincinnati Bengals      | V 51–45            | 1–1                | Cleveland Browns Stadium      | Recap              |
| 3                 | 23 settembre       | at Oakland Raiders      | S 24–26            | 1–2                | McAfee Coliseum               | Recap              |
| 4                 | 30 settembre       | Baltimore Ravens        | V 27–13            | 2–2                | Cleveland Browns Stadium      | Recap              |
| 5                 | 7 ottobre          | at New England Patriots | S 17–34            | 2–3                | Gillette Stadium              | Recap              |
| 6                 | 14 ottobre         | Miami Dolphins          | V 41–31            | 3–3                | Cleveland Browns Stadium      | Recap              |
| 7                 | Settimana di pausa | Settimana di pausa      | Settimana di pausa | Settimana di pausa | Settimana di pausa            | Settimana di pausa |
| 8                 | 28 ottobre         | at St. Louis Rams       | V 27–20            | 4–3                | Edward Jones Dome             | Recap              |
| 9                 | 4 novembre         | Seattle Seahawks        | V 33–30            | 5–3                | Cleveland Browns Stadium      | Recap              |
| 10                | 11 novembre        | at Pittsburgh Steelers  | S 28–31            | 5–4                | Heinz Field                   | Recap              |
| 11                | 18 novembre        | at Baltimore Ravens     | V 33–30 (dts)      | 6–4                | M&T Bank Stadium              | Recap              |
| 12                | 25 novembre        | Houston Texans          | V 27–17            | 7–4                | Cleveland Browns Stadium      | Recap              |
| 13                | 2 dicembre         | at Arizona Cardinals    | S 21–27            | 7–5                | University of Phoenix Stadium | Recap              |
| 14                | 9 dicembre         | at New York Jets        | V 24–18            | 8–5                | Giants Stadium                | Recap              |
| 15                | 16 dicembre        | Buffalo Bills           | V 8–0              | 9–5                | Cleveland Browns Stadium      | Recap              |
| 16                | 23 dicembre        | at Cincinnati Bengals   | S 14–19            | 9–6                | Paul Brown Stadium            | Recap              |
| 17                | 30 dicembre        | San Francisco 49ers     | V 20–7             | 10–6               | Cleveland Browns Stadium      | Recap              |

Note: gli avversari della propria division sono in grassetto.

## Classifiche
| AFC North               |    |    |   |      |     |      |     |     |     |
|                         | V  | S  | P | %    | DIV | CONF | PF  | PS  | STR |
| (4) Pittsburgh Steelers | 10 | 6  | 0 | .625 | 5–1 | 7–5  | 393 | 269 | S1  |
| Cleveland Browns        | 10 | 6  | 0 | .625 | 3–3 | 7–5  | 402 | 382 | V1  |
| Cincinnati Bengals      | 7  | 9  | 0 | .438 | 3–3 | 6–6  | 380 | 385 | V2  |
| Baltimore Ravens        | 5  | 11 | 0 | .313 | 1–5 | 2–10 | 275 | 384 | V1  |